# Фостун Святомир
Святомир Фостун (22 листопада 1924, село Милування, нині Тисменицького району Івано-Франківської області — 25 липня 2004, між селами Куровичі та Підгайчики, Золочівського району Львівської області) — український письменник і журналіст, громадський діяч.

## Біографія
Закінчив Станиславівську українську гімназію, вояк УПА. В 1944 потрапив у німецько-гітлерівський полон, згодом його направили в дивізію «Галичина», сотник. Після відступу дивізії з України перебував у таборі для інтернованих вояків у місті Ріміні, з 1947 року  — у Англії.
На еміграції жив в Італії, Канаді й Англії. Закінчив заочно УВУ у Мюнхені — факультет української літератури, університет у Чикаго — доктор права.
Секретар Союзу українців у Великій Британії та (1971—1973) Світового Союзу Вільних Українців.
Довголітній секретар СКВУ, секретар централі Союзу українців, голова Об'єднання колишніх вояків-українців, віце-президент Світової ради українських комбатантських організацій, член Спілки письменників України та Спілки офіцерів України. З 1978 р. був головним редактором тижневика «Українська Думка» у Лондоні.
25 липня 2004 року, у неділю, приблизно о 17-й годині на 34-му кілометрі автошляху Львів — Кропивницький, між селами Куровичі і Підгайчики Золочівського району Львівської області, водій автомобіля, у якому їхав Святомир Фостун з іншими пасажирами, як повідомили у Золочівському райвідділі міліції, виїхав на смугу зустрічного руху, де зіткнувся з пасажирським мікроавтобусом Фольксваген Транспортер T4. У катастрофі також загинули Маркіян Шептицький — секретар Головної управи Об'єднання колишніх вояків-українців, Володимир Пігей — член української громади м. Рагбі та Роман Панкевич зі Львова. Водій і пасажири мікроавтобуса не постраждали.
24 липня 2005 р. у м. Львів відбулось відкриття пам'ятного знаку на місці загибелі голови об'єднання колишніх вояків України з Великої Британії Святослава Фостуна, членів ОБВУ Маркіяна Шептицького, Володимира Пігея.

## Творчість
Автор кількох повістей, статей у пресі, редактор комбатантського журналу «Сурмач» і тижневика «Українська Думка».
Відомий письменник і публіцист, автор великих історичних полотен «Плем'я непокірних», «Звідуни степових когорт», «Над Галичем гримить», «Шляхами смерті», розвідки «50-ліття УАПЦ», «Пінська конгрегація», етюди «На крилах життя». Редагував тижневик «Українська думка», журнали «Відомості», «Сурмач». Автор передмови книги споминів "Все здається, начебто - недавно" Маріяна Д. Гайви (побратима з дивізії СС "Галичина", одного із славетних розвідників, родом із Підгаєччини).

### Видані книги
- Фостун С. Плем'я непокірних: Повість із часів декабристського руху в Україні / Обкл. і ілюстр. книжки Р. Глувко. — Лондон: Об'єднання бувших Вояків Українців у Великій Британії, 1971 (З друкарні Української Видавничої Спілки в Лондоні). — 117 c., ілюстр. — 1000 прим.
- Фостун С. Нас розсудить Бог: Історична повість з часів гетьмана Павла Полуботка / Обкл. та ілюстр. Л. Денисенка. — [Нью-Йорк]: Видавництво Центральної Управи Спілки Української Молоді, 1985. — 320 с., ілюстр., портр. — (Юнацька бібліотека СУМ; ч. 4).
- Фостун С. Стежинами життя: Етюди / Обкл. М. А. Островського, вступ. сл. Р. Лиманчука. — Лондон: [Published by the author], 1993 (З друкарні Української Видавничої Спілки в Лондоні). — 79 с., портр.
- Фостун С. М. Шляхами смерті. Повість. — Буенос-Айрес: Вид-во Ю. Середяка, 1976. — 190 с.
- Фостун С. М. Шляхами смерті. — Київ: Видавництво  «Пропала грамота», 2020. — 204 с.